# Самарин, Александр Дмитриевич
Алекса́ндр Дми́триевич Сама́рин (30.01.1868, Москва — 30.01.1932, Кострома) — московский губернский предводитель дворянства (1908—1915), обер-прокурор Святейшего синода (1915), член Государственного совета. Младший брат монархиста Фёдора Самарина. Репрессирован.

## Биография

### Образование и начало карьеры
Родился в столбовой дворянской семье Самариных. Сын Дмитрия Фёдоровича Самарина (1831—1901), известного изданием сочинений своего брата славянофила Ю. Ф. Самарина, и Варвары Петровны Ермоловой (1832—1906).
Окончил 5-ю московскую классическую гимназию с золотой медалью (1886) и историко-филологический факультет Московского университета с дипломом 1-й степени (1890).
В 1890—1891 годах канонир на правах вольноопределяющегося в 6-й батарее 1-й гренадёрской артиллерийской бригады, затем прапорщик полевой пешей артиллерии.
В 1893—1899 годах служил земским начальником 4-го участка Бронницкого уезда Московской губернии. В 1893 году — коллежский секретарь. С 1895 — титулярный советник. С 1898 — коллежский асессор.
В 1899—1908 годах — богородский уездный предводитель дворянства.
В 1900 году пожалован придворным званием камер-юнкера.
С 1905 года — коллежский советник. С 1906 года — статский советник.
В 1906 году пожалован придворным званием камергера.
С 1908 — действительный статский советник.
В 1908—1915 годах — московский губернский предводитель дворянства. Директор Богородского попечительского общества о тюрьмах, почётный член Елисаветинского благотворительного общества в Москве и Московской губернии, член Московского епархиального училищного совета.
В 1910 году пожалован придворным званием «в должности егермейстера».
С 1912 года — почётный опекун опекунского совета учреждений Императрицы Марии по Московскому присутствию, член Комитета по устройству Музея 1812 года в Москве.
С 1912 года — член Государственного совета (по назначению), входил в группу правых.

### Обер-прокурор Святейшего синода
5 июля 1915 Александр Самарин был назначен обер-прокурором Святейшего синода. По данным протопресвитера военного и морского духовенства Георгия Шавельского, кандидатура Александра Самарина была предложена великим князем Николаем Николаевичем и начальником военно-походной канцелярии императора князем В. Н. Орловым. По воспоминаниям Самарина, во время беседы с Николаем II накануне своего назначения он подверг резкой критике Григория Распутина: 

Государь, вот уже несколько лет, как Россия находится под гнётом сознания, что вблизи Вас, вблизи Вашего семейства находится человек недостойный. Жизнь его хорошо известна в России, а между тем этот человек влияет на церковные и государственные дела. Государь, это не пересуды, это твёрдое убеждение людей верующих, людей, Вам преданных.

В кабинете И. Л. Горемыкина Самарин входил в состав либеральной группы министров, составитель адресованного Николаю II коллективного письма этих министров о разногласиях в правительстве и невозможности для них работать далее под руководством Горемыкина. Это стало одной из причин его быстрого увольнения. Второй — непосредственной — причиной стало дело близкого к Распутину епископа Тобольского Варнавы (Накропина), который по телеграмме Государя, но без санкции Синода, допустил пение «величания» и молебны (до прославления в лике святых) на могиле митрополита Иоанна (Максимовича) в Тобольске. Большинство членов Синода и обер-прокурор Самарин высказались за смещение епископа с кафедры, но император и митрополит Петроградский Питирим (Окнов) стали на сторону Варнавы, который не только сохранил должность, но и в следующем году был возведён в сан архиепископа.

26 сентября Самарин был уволен от должности обер-прокурора (при этом остался членом Государственного совета, почётным опекуном и в должности егермейстера). При этом царь сообщил ему об отставке не во время личной встречи, а после неё, в письменной форме. Отставка Самарина вызвала негативную реакцию в обществе. Московская городская дума приняла постановление, в котором, в частности, говорилось: 

С глубокой скорбью внимает нынче Москва весть о том, что прекратилось начатое Александром Дмитриевичем служение Русской православной церкви, что Александр Дмитриевич, свято исполняя свой долг гражданина, вынужден был оставить дело, дорогое и близкое хранящей заветы православия Москве, и что рушатся надежды на скорое устроение церковной жизни согласно с ожиданиями преданного ей русского народа. Москва с болью и сокрушением видит в этом влияние тёмных сил, враждебных делу Церкви и государства.

Дворянство Московской губернии направило Самарину приветствие. Московская духовная академия избрала его своим почётным членом 

во уважение к его кратковременному, но самоотверженному и полному святой ревности о славе Русской православной церкви служению в должности обер-прокурора Св. Синода.

### Деятельность после отставки
С 1915 года главноуполномоченный Российского общества Красного Креста по эвакуации во внутренние районы империи.
В июне 1916 московское губернское земское собрание учредило стипендии имени Александра Самарина в московской женской учительской семинарии и в щаповской сельскохозяйственной школе для детей крестьян. Почётный член Московской духовной академии. С 4 декабря 1916 — председатель Постоянного совета Объединённых дворянских обществ (его избрание считалось признаком роста оппозиционных настроений в традиционно консервативно настроенном российском дворянстве).
После Февральской революции как «борец за независимость Русской Церкви от государственного гнёта» был избран председателем Московского епархиального съезда. В июне 1917 года принял участие в выборах митрополита Московского и Коломенского на Чрезвычайном епархиальном съезде духовенства и мирян. Его кандидатура была выдвинута на Московском съезде епархиального духовенства и мирян на Московскую митрополичью кафедру группой делегатов-мирян во главе с М. А. Новосёловым при участии Н. Д. Кузнецова, князя Е. Н. Трубецкого, С. Н. Булгакова. Беспрецедентный в истории Русской православной церкви XX века случай, когда кандидатом на один из высших церковных постов стал мирянин. При первоначальном голосовании архиепископ Литовский и Виленский Тихон (Белавин) и Самарин получили равное число голосов — по 297. В ходе окончательных выборов за Самарина проголосовали 303 делегата (за владыку Тихона, избранного митрополитом — 481).
Член Всероссийского Поместного Собора в 1917—1918 годы, на котором предлагался кандидатом к избранию патриархом (получил 3 голоса при первичном выдвижении кандидатов, хотя до того было принято постановление Собора избирать Патриарха только из лиц священного сана); из-за болезни не участвовал в 1-й сессии, с марта 1918 товарищ председателя и член Соборного Совета. С января 1918 года председатель правления Совета объединённых приходов Москвы.
15 марта 1918 года возглавил депутацию Собора, вручившую народному комиссару юстиции Дмитрию Курскому декларацию Собора по поводу декрета об отделении Церкви от государства. На встрече с Курским заявил: «Если для вас безразлична судьба Православной Русской Церкви, которая участвовала в самом строении государства и целые века составляла для него основу религиозной и нравственной жизни, то да будет ведомо вам, что религиозное успокоение ста миллионов православного русского населения, без сомнения необходимое для государственного блага, может быть достигнуто не иначе, как отменой всех распоряжений, посягающих на жизнь и свободу народной веры».

### Репрессии, кончина, реабилитация, память
Летом 1918 под угрозой ареста был вынужден покинуть Москву (чекисты пришли за ним с ордером на арест в его отсутствие) и некоторое время жил в Оптиной пустыни. 25 сентября 1918 был арестован в Брянске, у него изъяли письмо Патриарха Тихона с поручением вести в Киеве переговоры о проблеме автокефалии церкви на Украине. Находился в заключении в орловской тюрьме-изоляторе. В ноябре был доставлен в Москву, первоначально содержался в тюрьме ВЧК на Лубянке, затем переведён в Бутырскую тюрьму. На Пасху 1919 года участвовал в богослужении в тюрьме в качестве руководителя импровизированного хора. 19 апреля 1919 был освобождён.
Продолжил работу в качестве председателя Совета объединённых приходов Москвы, по делу которого был арестован 15 августа 1919. Был одним из основных обвиняемых (вместе с профессором Николаем Кузнецовым) на открытом процессе по этому делу, который проходил в Октябрьском зале бывшего Дворянского Собрания, признал себя «идейным монархистом». В январе 1920 года приговорён к расстрелу с заменой «заключением в тюрьме впредь до окончательной победы мирового пролетариата над мировым империализмом» (затем срок последовательно сокращался до 25, 5 и 2,5 лет). Находился в заключении в Таганской тюрьме, был секретарём педагогического совета при «Отделе малолетних преступников».
В апреле 1921 года был освобождён. С 1922 года экскурсовод в музее-усадьбе «Абрамцево».
В рассказе Г. И. Червякова «Самарин в Донском монастыре» говорилось: «Передавали, что А. Д. Самарин, в обществе другого, такого же, как он сам, бывшего высокопоставленного лица, в 1923 г., по освобождении Святейшего из заключения, будучи весьма чувствительно затронутым известным заявлением Патриарха на имя Верховного Суда РСФСР об изменении ему меры пресечения и проч., решил лично проверить подлинность этого, опубликованного в мировой печати документа, к которому весьма многие и у нас, а особенно за границей, отнеслись как к самой явной фальшивке. С этой целью они направились в Донской монастырь. <…> Явившись в Донской на аудиенцию к Святейшему и убедившись из его недвусмысленных слов в том, что заявление действительно написано им лично, хотя, конечно, не без согласования с кем следует <…>, „высокие“ визитеры демонстративно удалились, бросив на прощание следующую фразу: „Тогда этот визит наш — последний и, простите, мы больше не будем впредь тревожить Ваше Святейшество“. В ответ, Святейший Патриарх, будто бы, ничего не ответил и лишь слегка пожал плечами, разведя руки: вам, мол, виднее!».
30 ноября 1925 года был вновь арестован, содержался в одиночной камере внутренней тюрьмы на Лубянке и в Бутырской тюрьме. 21 мая 1926 года приговорён Особым совещанием при коллегии ОГПУ к трём годам ссылки в Сибирь «за участие в черносотенно-монархической группировке „Даниловский синод“». Обвинительное заключение по делу гласило: «<…>а) поставив целью сохранение церкви в качестве активной к[онтр]/революционной организации, он с 1917 г. все время старался держать церковь под властью и влиянием лиц, принадлежащих черносотенной группировке, в которой Самарин играл руководящую роль. б) Руководил антисоветской работой Патриарха Тихона до раскаяния последнего перед соввластью, давая линию и тон во всех важнейших вопросах, как, например, во время изъятия церковных ценностей, а после изменения Тихоном политики по отношению к соввласти выдвинул и сорганизовал черносотенное ядро, так называемый „Даниловский синод“, при помощи которого постоянно оказывал давление на Тихона, заставляя поворотить его на старую дорогу. в) Руководил деятельностью им возглавляемой черносотенной группировки в гор. Сергиево-Посаде, состоящей из бывших людей, проводя в жизнь решения и постановления последней».

С сентября 1926 находился в ссылке в Якутске вместе с архиепископом Гурием (Степановым), занимался переводом с немецкого книги О. Бётлинга по научной грамматике якутского языка и преподаванием немецкого языка, внештатный сотрудник Якутской национальной библиотеки. В Якутске продолжал участвовать в богослужениях. 26 апреля 1927 писал родственникам: 

Служба Страстной: все чтения и пения, которые выполнялись мною в условиях нашей жизни, давали особенно благоприятную возможность для восприятия не только умом, но и сердцем их глубокого и трогательного содержания. В Пятницу и Великую Субботу, так как часы нашей службы не совпадают с соборной, я имел возможность быть и тут и там. В соборе нет совсем чтецов — мое чтение ценится. А для меня чтение в такие дни — великое утешение, и, значит, я имел счастье дважды перечувствовать красоту службы. Певчие, совершенно неожиданно, вынесли мне ноты 3-го голоса, когда вышли к Плащанице петь трио «Воскресни, Боже».

В сентябре 1928 года переведён в Олёкминск, где преподавал немецкий язык врачам местной больницы. В июне 1929, после окончания срока ссылки, переехал на жительство в Кострому, где был чтецом, певцом и регентом в храме Всех Святых.
По своим церковно-политическим взглядам был близок к «непоминающим» — оппозиции курсу митрополита Сергия (Страгородского).
Весной 1931 года был в последний раз арестован, содержался в костромской тюрьме, но был освобождён. После закрытия храма Всех Святых (на современной улице Дзержинского) посещал храм святых Бориса и Глеба. Умер в свой день рождения, 30 января 1932 г.
Был похоронен на Александро-Невском кладбище Костромы (кладбище впоследствии было уничтожено; могила не сохранилась). В 2017 году администрация Костромы приняла решение установить в честь Самарина знак в виде креста из мрамора. 12 феврале 2018 года на мемориальном кладбище Костромы на проспекте Мира (на месте бывшего Александро-Невского кладбища) был установлен крест, освящённый митрополитом Ферапонтом (Кашиным), в рамках памятных мероприятий, в честь 150-летия со дня рождения Самарина..
Реабилитирован в 1989 году следственным отделом КГБ СССР.

## Награды
- Орден Святой Анны 3-й степени (06.12.1895),
- Орден Святого Станислава 2-й степени (06.12.1898),
- Орден Святой Анны 2-й степени (06.12.1901),
- Орден Святого Владимира 4-й степени (06.12.1903),
- Орден Святого Владимира 3-й степени (22.09.1909),
- Орден Святого Станислава 1-й степени (06.12.1910),
- Орден Святой Анны 1-й степени (27.05.1913),
- Орден Святого Владимира 2-й степени (21.03.1916).

## Семья
Жена — Вера Саввична Мамонтова (1875—1907), дочь предпринимателя и мецената Саввы Ивановича Мамонтова, героиня знаменитой картины Валентина Серова «Девочка с персиками». В деревне Аверкиево (Павлово-Посадский район) расположен храм Живоначальной Троицы, построенный в 1911—1915 годах в стиле церквей XVII века, на средства Александра Самарина в память о своей супруге Вере Мамонтовой (деревня Аверкиево была одной из 16-и на территории имения семьи Самариных в Богородском уезде).
Дети:
- Юрий (1904—1965), филолог[7].
- Елизавета, в замужестве Чернышёва (1905—1985), автор мемуаров.
- Сергей (1907—1913).

Сын Юрий подозревался своими коллегами и знакомыми в сотрудничестве с органами ОГПУ. Так, писатель Олег Волков, бывший узником Соловецкого лагеря, вспоминал, что все заключённые на Соловках филологи «считали, что своим водворением на остров они обязаны Юрию Александровичу Самарину, сотруднику их института, исправно несшему службу осведомителя… он несусветно оговорил всех на следствии, топил на очных ставках». Художник А. П. Арцыбушев (1919—2017), арестованный уже после Великой Отечественной войны, писал в своих мемуарах: 

Мне были известны дома и семьи, в которых он бывает, и в которых его принимают как своего, в то время как он сексот!… Юша Самарин, родной сын того, неподкупного и честного Самарина…, мы все ему доверяли, как своему, как честному, своему человеку. Юша Самарин — сексот… В 1946 году следователь на первых же допросах достал толстую папку и стал из неё зачитывать мне все мои разговоры с этим их сексотом.

## Сочинения
- Доклад Богородскому уездному земскому собранию 1900 года о народных чтениях с туманными картинами. М., 1899;
- Вступительное слово председателя Постоянного совета объединённых дворянских обществ. Пг., 1917;
- Встреча в Ставке. Николай II и А. Д. Самарин. Июнь 1915 // Исторический архив. 1996. № 2. С. 176—186;
- Письмо в Совет народных комиссаров // Следственное дело Патриарха Тихона. М., 2000. С. 63-64;
- Письма // Самарины. Мансуровы. Воспоминания родных. М., 2001;
- Письмо деятелям зарубежной Церкви // Косик О. Голоса из России. М., 2013.